# Friedrich Hayek
Pour les articles homonymes, voir Hayek.
Friedrich Hayek, né Friedrich August von Hayek le 8 mai 1899 à Vienne et mort le 23 mars 1992 à Fribourg-en-Brisgau, est un économiste et philosophe austro-britannique. Hayek est l'un des penseurs les plus importants du libéralisme au XXe siècle.
Il est considéré comme un économiste et un penseur politique majeur. Hayek a servi durant la Première Guerre mondiale et a déclaré que son expérience de la guerre et son désir d'aider à éviter de nouveau les erreurs qui ont amené ce conflit ont inspiré sa carrière de penseur et d'économiste. Il a travaillé dans le domaine de l'économie de l'information, il a analysé les causes des crises économiques en particulier de celle de 1929, il a développé aussi une théorie de l'entrepreneuriat, du rôle des institutions politiques et des réformes nécessaires selon lui du système monétaire moderne. Hayek s'est intéressé à de nombreux champs de la connaissance humaine, comme l'économie, le droit, la psychologie, la philosophie ou la science politique. Sa pensée est principalement exprimée dans les livres La Route de la servitude (1944), La Constitution de la liberté (1960) et Droit, législation et liberté (1973), qui constituent des ouvrages majeurs de la pensée libérale et traditionaliste.
Ses analyses sur les crises et sur les cycles économiques lui ont valu le Prix de la Banque de Suède en sciences économiques en mémoire d'Alfred Nobel en 1974,, qu'il partage avec Gunnar Myrdal, pour « ses travaux pionniers dans la théorie de la monnaie et des fluctuations économiques et pour son analyse de l'interdépendance des phénomènes économiques, sociaux et institutionnels ». Il appartient aux côtés de Menger et de von Mises à l'école autrichienne qui prône un libéralisme différent du libéralisme néo-classique majoritaire. L'école autrichienne récuse la mathématisation de l'économie. Elle considère que les crises économiques sont causées par des bulles spéculatives provoquées par le système bancaire lui-même. Elle se sépare ainsi du modèle dominant, incarné notamment par Milton Friedman, qui avance que les crises ont des origines extérieures au système économique.
Il vécut en Autriche, au Royaume-Uni, aux États-Unis, en Allemagne et a été naturalisé britannique en 1938. Il passe la majeure partie de sa vie académique à la London School of Economics (LSE), et enseigne également à l'université de Chicago, l'université de Fribourg-en-Brisgau et l'université de Salzbourg.

## Biographie

### Enfance et jeunesse en Autriche
Friedrich Hayek naît à Vienne sous l'Empire austro-hongrois dans une famille d'intellectuels : son père, August von Hayek, professeur de botanique à Vienne, a écrit un ouvrage de botanique réputé, tandis qu'il est cousin de Ludwig Wittgenstein par sa mère, née Felicitas von Juraschek. En 1917, il rejoint le régiment d'artillerie dans l'armée de terre austro-hongroise et combat sur le Front italien. Une grande partie de son expérience de combat fut en tant que spotter dans l'aviation. Hayek a souffert de dommages auditifs à son oreille gauche durant la Première Guerre mondiale, et a été décoré pour bravoure. Il a également survécu à la grippe espagnole. Il déclara à propos de son expérience de guerre : « L'influence décisive fut véritablement la Première Guerre mondiale. Elle attire certainement votre attention sur les problèmes d'organisation politique ». Par la suite, il promit de travailler pour un monde meilleur.
Son expérience dans la guerre et son désir d'aider à éviter les erreurs qui ont conduit à ce conflit l’amène à étudier les sciences économiques.
Il fait des études de droit et de sciences politiques à l'université de Vienne dont il est diplômé en 1921 (doctorat de droit) et 1923 (doctorat de sciences politiques). Touchant à nombre de domaines de la connaissance, il étudie également la psychologie et l'économie. Il considérait en effet qu'un bon économiste devait s'intéresser à tous les champs de la connaissance. Initialement proche des idées socialistes et notamment des Fabiens, il se rapproche des idées libérales après avoir suivi un séminaire privé de Ludwig von Mises avec, entre autres, Fritz Machlup. Il a reçu l'enseignement de Friedrich von Wieser avant de rencontrer Ludwig von Mises et de lire sous sa direction les ouvrages de Carl Menger et Eugen von Böhm-Bawerk.

### Premiers séjours aux États-Unis et au Royaume-Uni
De 1923 à 1924, Hayek est l'assistant du professeur Jeremiah W. Jenks de l'université de New York. Durant son séjour à New York, au cours duquel il commence sous la direction de James D. Magee une troisième thèse — qu'il laisse inachevée — intitulée « Est-ce que la fonction de la monnaie est compatible avec une stabilisation artificielle du pouvoir d'achat ? », il suit aussi des cours à l'université Columbia et à la New School for Social Research. Grâce à des lettres de recommandation de Joseph Schumpeter, il rencontre Irving Fisher et des institutionnalistes américains tels que John Bates Clark et Wesley Clair Mitchell.
De retour en Autriche, il travaille pour le gouvernement autrichien, l'aidant à résoudre les questions économiques afférentes au traité qui met fin à la Première Guerre mondiale.
Il jouit alors d'une certaine notoriété, qui lui permet d'être invité en 1931 par l'économiste Lionel Robbins pour une série de quatre conférences à la London School of Economics (LSE), où il est ensuite nommé professeur. Cet établissement compte alors dans son corps professoral des hommes qui auront une forte influence sur l'Angleterre de l'après-guerre.
Refusant de rejoindre l'Autriche annexée par les nazis, il acquiert en 1938 la nationalité britannique.
La même année, il participe au Colloque Walter Lippmann qui réunit à Paris, dans le quartier de Saint-Germain-des-Prés, de nombreux intellectuels libéraux occidentaux, désireux de refonder le libéralisme. Sa réputation en tant qu'économiste grandit dans les années 1930 mais ses théories sont très mal reçues par les partisans de Keynes. Hayek regrettera d'ailleurs toute sa vie d'avoir décliné les invitations à contre-argumenter sur les politiques keynésiennes.

### Implications au cours de la Seconde Guerre mondiale
Dans la semaine suivant les déclarations de guerre le 3 septembre 1939, Friedrich Hayek écrit une lettre au directeur général du Ministère de l'Information pour demander à contribuer à la propagande anglaise. Le 30 décembre de la même année, un fonctionnaire du Ministère décline sa proposition en raison de ses origines étrangères.
Cette mise à l'écart entraine de la frustation pour Hayek, le contraignant pendant toute la guerre à l'enseignement de l'économie ; selon ses propres termes, il « devien[t] très agacé par le refus d'utiliser une personne telle que [lui] à un quelconque travail utile…»

### La longue traversée du désert après 1945
En 1944, paraît son ouvrage le plus lu, La Route de la servitude. Il s'agit d'une analyse du totalitarisme qui se situe à contre-courant des grandes idéologies qui dominent l'époque, nazisme et communisme. La thèse centrale est que la socialisation de l'économie et l'intervention massive de l'État sur le marché débouchent sur la suppression des libertés individuelles. Le pouvoir coercitif de l'État transforme toute question économique ou sociale en question politique. Il considère qu'il n'existe pas de différence de nature mais seulement de degré entre le communisme et le nazisme, entre socialisme et totalitarisme. C'est un succès commercial traduit en 20 langues et ayant connu plus de 30 rééditions aux États-Unis. Son édition abrégée dans le Readers' Digest en 1945 toucha environ 600 000 lecteurs américains. Ce livre n'est pas simplement une réflexion sur les grandes idéologies, il combat aussi les idées de Beatrice et de Sidney Webb, deux des fondateurs de la London School of Economics, de Harold Laski et de Edward Hallett Carr. Hayek ne triomphera pas et ce sont plutôt les idées de ceux auxquels il s'est opposé qui l'emporteront dans l'Angleterre de l'après-guerre. Si l'ouvrage le fait connaître du grand public, il acquiert une réputation de polémiste qui le dessert dans le monde académique. Il passera les décennies suivantes à l'écart du courant dominant universitaire. Plus tard, Hayek estimera qu'à cette époque son ouvrage l'a « discrédité » dans les milieux académiques.
En avril 1947, il cofonde la Société du Mont-Pèlerin, association internationale d'intellectuels désireux de promouvoir le libéralisme. Il en est président de 1947 à 1961 et y reste très influent jusqu'à sa mort.
En 1950, il quitte la LSE pour l'université de Chicago. Refusé au département d'économie, il enseigne les « social thoughts » (littéralement, les pensées sociales). Sa position n'est pas rémunérée mais il est financé par des mécènes, dont le Liberty Fund. S'il y côtoie des économistes comme Milton Friedman, ses centres d'intérêt sont plutôt tournés vers la psychologie et la philosophie politique. De 1962 à 1968, année où il cesse d'enseigner, il est professeur à l'université de Fribourg-en-Brisgau. Il restera cependant professeur invité à l'université de Salzbourg jusqu'en 1992.

### Divorce et remariage
En août 1926, Hayek épousa Helen Berta Maria von Fritsch (1901-1960), une secrétaire du bureau de la fonction publique où il travaillait, après avoir appris le mariage de sa cousine Hélène Bitterlich (1900-1996), avec laquelle il avait auparavant entretenu une relation. Il eut deux enfants avec sa première épouse. À la fin de la Seconde Guerre mondiale, Hayek reprit une relation avec sa cousine Hélène, mais il la garda secrète jusqu'en 1948. Hayek et Fritsch divorcèrent en juillet 1950 et il épousa sa cousine Hélène quelques semaines plus tard, après avoir déménagé en Arkansas pour profiter des lois permissives sur le divorce. Sa femme et ses enfants se sont vu proposer un règlement et une indemnisation pour avoir accepté le divorce qui provoqua un scandale à la London School of Economics, où certains universitaires refusèrent d'avoir quoi que ce soit à voir avec lui. Dans une entrevue de 1978, Hayek déclara qu'il était malheureux de son premier mariage et que sa femme ne lui accorderait pas le divorce et qu'il devait le faire appliquer.
Après le divorce et durant les années 1950, Hayek rendit rarement visite à ses enfants mais eut des contacts plus réguliers avec eux à partir de 1962 lorsqu'il déménagea en Allemagne. Son fils, Laurence Hayek (1934-2004), était un microbiologiste réputé. Sa fille, Christine, était entomologiste au Musée d'histoire naturelle de Londres et s'occupa de lui pendant ses dernières années où sa santé était déclinante.
Hayek grandit dans un milieu chrétien catholique mais décida d'être agnostique à l'âge de 15 ans.

### La consécration des années 1970: le prix Nobel d'économie
En 1974, il partage le « prix Nobel d'économie » avec Gunnar Myrdal, un rival idéologique, pour « ses travaux pionniers dans la théorie de la monnaie et des fluctuations économiques et pour son analyse pénétrante de l'interdépendance des phénomènes économiques, sociaux et institutionnels », des travaux menés principalement dans les années 1930. Le comité salue une réflexion profonde et originale qui contribua peut-être à faire de lui un des rares économistes à alerter sur la possibilité d'une crise économique majeure avant le krach d'automne 1929 : pour le comité Nobel, Hayek a montré comment l'expansion monétaire, accompagnée d'un crédit excédant le taux d'épargne volontaire, pouvait mener à une mauvaise allocation des ressources, affectant particulièrement la structure du capital.
Hayek a reçu une nouvelle attention dans les années 1980 et 1990 avec la montée des gouvernements conservateurs aux États-Unis, au Royaume-Uni et au Canada. Après avoir remporté les élections générales britanniques de 1979, Margaret Thatcher nomma Keith Joseph, directeur de « l'Hayekien » Centre for Policy Studies comme secrétaire d'État à l'industrie du nouveau gouvernement. De même, David Stockman (en), responsable financier le plus influent de Ronald Reagan en 1981, était un disciple reconnu de Hayek.
En 1984, Jacques Chirac, alors maire de Paris, lui remet la Médaille de la Ville de Paris,.
Cette récompense entraîne un regain d'intérêt pour l'école autrichienne d'économie. Il reçoit la médaille présidentielle de la Liberté en 1991.

## Pensée de Hayek
La pensée économique de Hayek est marquée par deux grandes phases : des années 1920 jusqu'aux années 1940, Hayek a travaillé sur les questions d'information, le rôle de l'ignorance dans l'activité économique, et sur les causes des crises économiques et en particulier de celle de 1929. Son travail est alors essentiellement tourné vers les questions économiques au sens étroit du terme. En revanche, après 1945, son travail évolue, il aborde des problèmes plus spécifiquement politiques et il écrit davantage pour le grand public et non plus uniquement pour les autres économistes.
Sa pensée n'évolue pas de manière substantielle tout au long de sa vie. Les questions liées au rôle de l'information, de la place de l'État dans l'économie et des liens entre monnaie et stabilité - ou les crises - économiques sont des fils rouges de ses travaux.

### Analyse de la crise de 1929
La seule source d'information selon Hayek sont les prix. Les prix indiquent en effet la valeur relative des biens et services sur le marché. Un prix élevé ou faible envoie des signaux différents d'après Hayek, ce qui permet à l'entrepreneur de s'orienter.[réf. nécessaire]
Le regard de Hayek sur l'information contenue dans les prix et son impact sur la coordination des actions des agents économiques résultant en un ordre spontané est parfois considéré comme une contribution majeure en économie.
Dès ses premiers écrits de théorie politique, des auteurs libéraux ont considéré qu'il allait trop loin dans sa critique du « rationalisme ».

#### Théorie des crises économiques dans les années 1920 et 1930
Dans Prix et production (Prices and Production, 1931) et La Théorie pure du capital (The Pure Theory of Capital, 1941), il développe la théorie autrichienne de la conjoncture fondée par Ludwig von Mises selon laquelle la crise économique est provoquée par la politique monétaire expansionniste de la banque centrale qui fausse le système de prix relatifs dans la structure de production ; l'excès de crédit développe exagérément les étages de cette structure les plus éloignés de la consommation finale, où les hausses de prix révèleront ensuite que les investissements n'étaient pas rentables. Dans ces conditions, la politique d'ajustement devrait consister à laisser les prix revenir à leur configuration d'équilibre, tout en renonçant à l'excès de crédit et — contrairement à Keynes — en encourageant l'épargne pour réduire plus rapidement l'écart entre l'investissement et son financement, que la crise a révélé. Cette théorie de la conjoncture lui vaut le prix Nobel d’économie.
La différence majeure de son approche conjoncturelle est d'étudier la conjoncture en tenant compte du système des prix, et de la manière dont la planification centrale de la production de monnaie par la banque centrale fausse l'information dont ces prix sont porteurs.
L'analyse de Hayek reposait sur le concept de Eugen Böhm von Bawerk de "durée moyenne de production" et sur l'impact que la politique monétaire pouvait avoir sur celle-ci. Dans la lignée des considérations exposées plus tard dans son essai The Use of Knowledge in Society (1945), Hayek a fait valoir qu'une agence gouvernementale monopolistique telle qu'une banque centrale ne peut disposer des informations pertinentes pour contrôler la masse monétaire, ni de la capacité d'utiliser ces informations correctement. Ce faisant, Hayek a encore élargi la théorie du cycle économique de Ludwig von Mises.

#### Divergence entre Keynes et Hayek sur les origines de la crise de 1929
Incarnant la tradition qui attribue les crises économiques et financières aux investissements mal dirigés par une politique d'excès de crédit, il rejette les explications de la conjoncture — qu'il juge ignorantes et superficielles — avancées par son ami et adversaire John Maynard Keynes qu'il décrit en 1976 comme un « homme de grande intelligence mais aux connaissances limitées en théorie économique ». Il lui reproche toutefois d'avoir déclaré « avoir toujours été et vouloir rester toujours un immoraliste »,. Il regrettera de ne pas avoir, le jugeant inconstant et opportuniste, écrit à temps contre sa Théorie générale la réfutation qu'elle appelait. Par la suite, néanmoins, il se fera un jeu de montrer comment les politiques keynésiennes de relance économique, fondées sur l'utilisation du budget public, produisent sur le long terme à la fois inflation, stagnation économique et chômage (telle la stagflation des années 1970 en Angleterre et ailleurs), combinaison que la « macroéconomie » keynésienne excluait par hypothèse. Comme son mentor Mises, Hayek aura toujours rejeté la méthode macroéconomique de construction de « modèles » fondés sur des corrélations entre des agrégats, voyant dans les phénomènes conjoncturels un désordre de l'ensemble du système de prix, et jugeant entre autres que la notion de « niveau général des prix » masquait l'essentiel des phénomènes pertinents.

#### Friedman et Hayek: deux explications différentes des crises économiques
Les explications de la crise de 1929 par Hayek et l'École autrichienne diffèrent en profondeur de celle de Milton Friedman qui représente le courant dominant du libéralisme, l'école néo-classique. Pour Hayek, la crise de 1929 tient à un excès de crédit et à l'apparition de bulles spéculatives qui ont fini par exploser. La cause de la crise de 1929 tient au système bancaire selon Hayek dont il faut accepter qu'il revienne à la normale après ses excès spéculatifs. En revanche, pour Friedman, c'est la banque centrale américaine, la Fed, qui est à l'origine de la crise de 1929.
Selon Friedman, on peut en effet considérer que ces observations apportent la preuve (causalité au sens de Granger) que ce sont bien les fluctuations de la masse monétaire qui causent les retournements de cycles économiques et non l'inverse. Il était particulièrement critique vis-à-vis de la politique menée lors de la Grande Dépression des années 1930, au sujet de laquelle il écrivit :

« La Fed est largement responsable de [l'ampleur de la crise de 1929]. Au lieu d'user de son pouvoir pour compenser la crise, elle réduisit d'un tiers la masse monétaire entre 1929 et 1933… Loin d'être un échec du système de libre entreprise, la crise a été un échec tragique de l'État. »

— Friedman et Friedman 1998.

### La route de la servitude
Paru en 1944 au Royaume-Uni, le texte de Hayek défend le système de marché libre britannique et avertit des dangers du collectivisme. Pour Hayek, la conséquence ultime du planisme économique est le contrôle de l'univers politique et la disparition des libertés ; en ce sens les politiques que désirent les socialistes sont le cheval de Troie des idées totalitaires qu'ils rejettent,,.
Né en Autriche-Hongrie, Friedrich Hayek, économiste reconnu, a choisi la nationalité Britannique en 1938 après l'Anschluss. Il réside à Londres où il enseigne à la London School of Economics. Il commence à écrire ce livre au début des années 1940, alors que le monde est en pleine Seconde Guerre mondiale.
Au moment où il publie son ouvrage en 1944, il craint que les desseins économiques pour l’après-guerre d'une partie de l’élite du Royaume-Uni, n'engendrent les mêmes situations que celles qui ont contribué à l’apparition des régimes fascistes ou totalitaires en Allemagne ou en URSS, et se propose d'en expliquer l'origine. Une partie importante de l'électorat des pays d'Europe penche alors en faveur du communisme.
Il cherche en effet à combattre les idées prônant un interventionnisme fort de l’État dans l’économie en cas de crise, idées défendues par son ami John Maynard Keynes, ainsi que les économistes dits « keynésiens » qui reprennent les idées de Keynes et recommandent une intervention étatique permanente dans l'activité économique. Keynes cependant se dira en accord avec la plupart des idées du texte de Hayek.
De plus, l’économiste britannique William Henry Beveridge avait remis en 1942 un rapport au Parlement britannique intitulé Social Insurance and Allied Services, prônant la mise en place d'un État-providence (Welfare State) et d'un système « beveridgien » de sécurité sociale administrant l'assurance chômage, l'assurance maladie et un système obligatoire de retraite par répartition. Ce système sera effectivement mis en place au Royaume-Uni dans l'après-guerre après la victoire des travaillistes aux élections et durera jusque dans les années 1980.
Analysant les régimes totalitaires, le livre est essentiellement un avertissement contre la socialisation de l’économie qui selon Hayek pousse les citoyens sur la route de la servitude et conduit les démocraties occidentales à de graves dérives, jusqu'à la dictature d'une minorité sur le peuple. Le livre est un fervent plaidoyer en faveur des régimes libéraux. Bien qu'il n’empêche pas la domination des idées keynésiennes dans les années d'après-guerre et la mise en place d’économies interventionnistes et planifiées dans les pays occidentaux, le livre a une grande influence sur la pensée libérale et finit par contribuer à la « révolution libérale » des années 1980. En particulier, il a eu une grande influence sur les laboratoires d'idées libéraux-conservateurs et a inspiré le programme de Margaret Thatcher au Royaume-Uni et de Ronald Reagan aux États-Unis.

### La Constitution de la liberté
La Constitution de la liberté (The Constitution of Liberty) est un ouvrage de philosophie sociale de l'économiste (Prix Nobel 1974) et philosophe libéral autrichien Friedrich Hayek, paru en 1960. Il s'agit de l'un de ses plus importants ouvrages. Il y expose, quinze ans après la parution de La Route de la servitude, les fondements d'une société libre.
Hayek propose dans la première partie de l'ouvrage une réflexion sur la définition des principes de la liberté. Il analyse ensuite le rôle du droit comme garant de cette liberté, avant de proposer une description de la société qui se développe autour de la notion d'État-providence (on rappelle que l'État-providence ne se limite pas uniquement à la protection sociale, qu'Hayek a pu défendre avec le revenu-plancher et les assurances sociales, mais admet une intervention accrue de l'État dans l'économie). Si l'évolution au profit de ce système économique fait reculer le socialisme marxiste, Hayek juge que l'État-providence est tout aussi dangereux pour la liberté. Il insiste en particulier sur l'importance de l'État de droit dans toute société prospère et libre.
Le livre rencontra un important succès à sa parution. Ainsi, selon John Ranelagh, Margaret Thatcher aurait lors d'une réunion du parti conservateur britannique, brandi La Constitution de la liberté et déclaré « voilà ce à quoi nous croyons ».
La Constitution de la liberté était classé 9e au classement de National Review des 100 meilleurs essais du xxe siècle.

#### Hayek et le conservatisme
Sur cette question du conservatisme, Hayek écrivit un essai, « Why I Am Not a Conservative » (« pourquoi je ne suis pas un conservateur ») (inclus en annexe à son livre The Constitution of Liberty), dans lequel il critique le conservatisme pour son incapacité à s'adapter à l'évolution des réalités humaines, ou à offrir un programme politique positif, en remarquant : « Le conservatisme a seulement la valeur de ce qu'il conserve ».
Hayek remarque bien que les conservateurs partagent de nombreuses opinions sur l'économie avec les libéraux classiques, en particulier la croyance dans le libre marché, mais il pense que c'est surtout parce que le conservatisme veut « rester immobile ». Ainsi, Hayek remarque dans son essai que « jusqu'au développement du socialisme, il s'opposait au libéralisme ». À l'inverse, le libéralisme classique embrasse le marché libre parce qu'il « veut aller quelque part », et non pas seulement conserver l'ordre existant. Hayek, qui se considère lui-même comme un libéral classique, note qu'aux États-Unis, il est devenu presque impossible d'utiliser « libéral » dans sa définition d'origine. Le terme libertarien doit être utilisé à sa place, un terme que Hayek juge « singulièrement peu attractif ». Il ajoute « ce que je crois diffère autant du vrai conservatisme que du socialisme ».
En fait, Hayek reproche aux conservateurs d'être des « constructivistes » prétendant, comme les socialistes, imposer un ordre social idéal et abstrait aux individus. En tant que libéral, Hayek considère au contraire que les individus font spontanément apparaitre un ordre social si on les laisse s'auto-organiser. Hayek critique : « Les conservateurs sont enclins à utiliser les pouvoirs du gouvernement pour empêcher le changement ou pour limiter sa vitesse […]. Ils n'ont pas foi dans les forces spontanées d'ajustement » sociales. Mais à la fin de sa vie, en particulier dans l'épilogue de Droit, législation et liberté (1979, p. 183-211) et dans différents textes publiés par l'Institute of Economic Affairs, Hayek insiste de plus en plus sur « les bienfaits supposés du conformisme ».

### Droit, législation et liberté, l’œuvre majeure d'une vie
Droit, législation et liberté représente le dernier grand ouvrage théorique de Friedrich Hayek. Ce livre est une trilogie qui porte sur le fondement des sociétés. Selon Hayek, les sociétés humaines sont capables de créer des règles sociales de manière "spontanée" c'est-à-dire sans intervention d'un organisateur ou d'un coordinateur extérieur. Il existe selon Hayek un "ordre" dans le domaine du droit, des langues, de la morale ou de la monnaie. Cela veut dire que les sociétés créent des règles linguistiques, morales ou économiques au travers des interactions entre les individus. Mais ces normes sociales proviennent de l'action des groupes humains, mais sans que l'État ou toute autre organisation n'aient créé ces règles. Selon Hayek, l'homme n'est pas assez "intelligent" pour créer des règles sociales hautement complexes et qui restent inconscientes dans la plupart des cas.
Dans Droit, législation et liberté, Friedrich Hayek présente ainsi deux visions de la société, l'une fondée sur l'« ordre fabriqué » et l'autre sur l'« ordre spontané ». L'ordre fabriqué est le résultat d'une volonté humaine qui invente des normes. Ces normes visent à organiser la société par le haut.
À ces deux visions de la société correspondent deux visions de la loi : respectivement la législation ou le droit. Défendant la société de droit, il s'oppose aux tenants du « contrat social ». Pour Hayek, le droit précède et surpasse la législation.
En se fondant sur une épistémologie qui insiste sur les limitations des connaissances humaines, Hayek explique que le niveau de complexité des sociétés n'a pas été mis en place par des législateurs éclairés mais qu'il est au contraire le produit de forces spontanées. Il défend donc l'ordre spontané et ce qu'il appelle la catallaxie.
L'échange libre entre individus par le marché, seul moyen de coordonner sans contrainte les actions de personnes qui ne se connaissent pas et partagent des objectifs différents, est le meilleur fondement d'une société libre.
En revanche, Hayek considère que le libéralisme ne repose pas sur l'égoïsme et sur la poursuite de l'intérêt matériel. Peu importe que l'homme cherche à maximiser son intérêt propre : ce qui compte c'est l'existence de règles sociales abstraites qui permettent aux individus de se coordonner. Les individus poursuivent des fins qui leur sont propres et qui ne sont pas nécessairement égoïstes, mais qui leur appartiennent : « chacun est conduit, par le gain qui lui est visible, à servir des besoins qui lui sont invisibles ».

#### Ordre spontané
Hayek s'oppose aux intellectuels « constructivistes » , qui établissent des « projets de société » dont il dénonce le « scientisme ». Il s'attache à montrer que nul ne peut appréhender le monde dans sa complexité, y compris les gouvernants. Tout projet de société collectiviste, toute tentative de gestion rationnelle et globale de la société ne tient nécessairement pas compte de l'autonomie des personnes et de l'imprévisibilité de leurs actes, et est vouée à l'échec. Par « constructivistes », Hayek désigne principalement les socialistes mais également les « conservateurs » qui entendent modeler la société conformément à leur idéal.
Hayek n’invoque pas dans son œuvre un calcul implicite de la Providence ou de la Nature, et il ne prétend pas non plus appuyer ses affirmations sur une maîtrise intellectuelle du système social qui serait telle qu’elle le mettrait en mesure de tout expliquer avec certitude. Il affirme au contraire qu’il n’est pas possible à la pensée humaine de dominer assez ce système pour le comprendre, et c’est là-dessus qu’il s’appuie pour justifier son attachement au marché. Il introduit un argument nouveau, inspiré de la sélection naturelle. L’idée de base de toute sa démonstration, c’est que les comportements qui permettent à la société de fonctionner de façon satisfaisante et efficace ont été sélectionnés et transmis à travers les générations sous forme de règles et de valeurs, mais que jamais personne n’a pu et ne pourra parvenir à la compréhension détaillée de l’ensemble du mécanisme qui fait passer d’une somme de comportements individuels à un effet collectif, et qui seule permettrait de justifier rationnellement ces règles et ces valeurs. « La plupart des règles de conduite qui gouvernent nos actions et la plupart des institutions qui se dégagent de cette régularité sont autant d’adaptations à l’impossibilité pour quiconque de prendre consciemment en compte tous les faits distincts qui composent l’ordre de la société. » L’accumulation au cours des siècles d’expériences réussies et d’échecs, à travers laquelle valeurs et règles de comportements ont été sélectionnées, est un phénomène trop complexe pour être appréhendé entièrement. Les expériences elles-mêmes sont oubliées, seules subsistent les règles et les valeurs, et ces dernières doivent d’autant plus être respectées que leur raison d’être nous échappe à jamais.
Contre les « constructivistes », sa critique s'étend aux domaines juridique et institutionnel : à la suite d'Adam Ferguson et autres auteurs-phares des Lumières écossaises (« Scottish Enlightenment »), Hayek affichait sa préférence pour les « structures ordonnées » ou « institutions » (establishments) qui « sont le résultat de l'action d'hommes nombreux, mais ne sont pas le résultat d'un dessein humain », que ceux-ci ont progressivement constituées par une suite d'essais et de découvertes des erreurs, sans mépriser a priori la rationalité de leurs prédécesseurs. La filiation supposée entre l'évolutionnisme hayékien et les Lumières écossaises (David Hume, Adam Ferguson et Adam Smith) est toutefois très contestée,.
Selon Hayek, la meilleure garantie pour le maintien d'une société civilisée réside dans le maintien d'un « ordre spontané » d'interaction entre les cerveaux individuels, qui seul permet « la mise en ordre de l'inconnu ». D'après lui, tenter d'imposer à la place un ordre planifié, forcément par un petit nombre, ne peut que détruire la production locale d'information et la discipline de la responsabilité qui sont nécessaires à la régulation de l'ordre social.
Sa critique contre les constructivistes s'étend aux économistes néo-classiques et à la tendance à vouloir assimiler les méthodes de la science économique à celles des sciences physiques et mathématiques :

« Dans la première moitié du XIXe siècle, une nouvelle attitude se fit jour. Le terme de “science” fut de plus en plus restreint aux disciplines physiques et biologiques qui commencèrent au même moment à prétendre à une rigueur et à une certitude particulière qui les distingueraient de toutes les autres. Leur succès fut tel qu'elles en vinrent bientôt à exercer une extraordinaire fascination sur ceux qui travaillaient dans d'autres domaines ; ils se mirent rapidement à imiter leur enseignement et leur vocabulaire. Ainsi débuta la tyrannie que les méthodes et les techniques de la science au sens étroit du terme n'ont jamais cessé d'exercer sur les autres disciplines. Celles-ci se soucièrent de plus en plus de revendiquer leur égalité de statut en montrant qu'elles adoptaient les mêmes méthodes que leurs sœurs dont la réussite était si brillante, au lieu d'adapter davantage leurs méthodes à leurs problèmes. Cette ambition d'imiter la Science dans ses méthodes plus que dans son esprit allait, pendant quelque cent vingt ans, dominer l'étude de l'homme, mais elle a dans le même temps à peine contribué à la connaissance des phénomènes sociaux. »

Cet ordre est nécessairement fondé sur des règles de droit abstraites par opposition aux règles des sociétés étroites et primitives qui défendent des règles concrètes imprimant une fin collective au groupe.
S'opposant au scepticisme de Hayek, les partisans d'une philosophie politique rationnelle sont convaincus que le socialisme se sert des « oripeaux de la science » (l'expression est de Rothbard dans Économistes et charlatans), tout en invoquant une « rationalité » déterministe en prétendant multiplier les « expériences » et « mesures ».

#### Critique de la notion de «justice sociale»
Dans le même souci d'insister sur la complexité de l'ordre social et de la spontanéité de ses acteurs, Hayek a notamment entendu démontrer que la notion de « justice sociale » ne peut pas logiquement se traduire par des critères objectifs d'action « ici et maintenant », parce qu'on ne pourra jamais suffisamment prévoir les effets de nos actes pour dire si oui ou non ceux-ci conduiront à l'état de la société à atteindre dans l'avenir qui lui sert de référence et de norme — en supposant que les divers socialistes, qui opposent cette conception de la « justice » aux règles de la morale sociale commune, aient seulement réussi à se mettre d'accord dessus. Si on suit Hayek, la notion se réduit alors à un slogan que l'on invoque à l'occasion de divers actes de redistribution politique.

#### Libéralisme et démocratie
Comme la plupart des libéraux depuis Alexis de Tocqueville, Hayek considère que la démocratie est un moyen, et non une fin en soi : « Que dans le monde occidental, le suffrage universel des adultes soit considéré comme le meilleur arrangement, ne prouve pas que ce soit requis par un principe fondamental. » L'avantage principal qu'il reconnait à la démocratie est de permettre la transition pacifique au sommet du pouvoir politique. C'est « quelque chose de précieux, et qui mérite qu'on lutte pour le conserver ». Cependant, cela ne fait pas de la démocratie un régime à défendre pour lui-même et il est impératif que ce régime soit encadré par la Rule of Law (règne du droit, règne de la loi ou État de droit). Ce n'est pas parce que le pouvoir émane du peuple qu'il doit être illimité : « tout gouvernement, et spécialement un gouvernement démocratique, devrait être doté de pouvoirs limités ». Entre un gouvernement démocratique sans limitation et un pouvoir qui ne tire pas son essence du peuple mais serait limité par la loi, c'est ce dernier qui emporte l'assentiment d'Hayek. « Je préfère un gouvernement non démocratique limité par la loi à un gouvernement démocratique illimité (et donc essentiellement sans loi) » déclare-t-il dans une conférence en 1976.
Selon Gilles Dostaler, cette méfiance vis-à-vis de la démocratie illimitée doit être comprise au regard de l'histoire personnelle d'un homme qui a vécu à Vienne dans les premières décennies du XXe siècle et a observé directement les emballements des foules.
La démocratie doit éviter la démagogie et l'atteinte aux actes individuels qui résulterait d'un débordement inconsidéré de la démocratie hors du champ restreint où elle doit s'appliquer selon Hayek. Il ajoute que la démocratie couplée à l'étatisme, tend à devenir totalitaire si le champ d'action de l'État n'est pas limité, la population poussant à toujours plus de dépenses. Hayek considère que les citoyens des sociétés occidentales ont cessé d'être autonomes en devenant dépendants des bienveillances de l'État.
Hayek reproche à la démocratie de son temps d'être devenue une « démocratie de marchandage ». Pour lui la menace la plus importante pour l'ordre du marché et pour la démocratie n'est pas tant l'égoïsme individuel que celui des groupes. « Alors que l'on peut grosso modo, dire que l'égoïsme individuel conduira dans la plupart des cas la personne à agir d'une façon indirectement favorable au maintien d'un ordre spontané de la société, l'égoïsme du groupe clos, ou le désir de ses membres de devenir un tel groupe, sera toujours en opposition avec l'intérêt commun des membres d'une Grande Société ». Ce qui gêne aussi Hayek, c'est que, suivant Mancur Olson, il estime que tous les intérêts ne sont pas organisables et que ceux qui peuvent le faire risquent d'exploiter les autres.

##### Constitution idéale selon Hayek

La Chambre des communes au début du XIXe siècle.

Pour Friedrich Hayek, les constituants au XVIIIe siècle ont bien perçu qu'il fallait séparer le judiciaire du législatif mais ils n'ont pas prévu que les assemblées législatives se verraient « attribuer également la mission de diriger les activités gouvernementales » et donc qu'il se produirait « une confusion inextricable entre les deux tâches — celle de formuler des règles de juste conduite et celle d'orienter les actions spécifiques du gouvernement vers des fins concrètes ». Son idéal de constitution vise à remédier à cela et prévoit deux organismes représentatifs, une cour constitutionnelle, un gouvernement et une administration. Son architecture institutionnelle se présente comme suit :
- une Assemblée purement législative chargée d'édicter des lois générales. Elle devrait être proche de ce que furent à Athènes les nomothètes[66] qui seuls avaient le droit de modifier les lois générales abstraites ou Nomos. Elle devrait représenter « l'opinion des gens quant aux sortes d'actions gouvernementales qui sont justes et celles qui ne le sont pas »[67]. Les personnes chargées de cette mission devraient être « d'un âge assez mûr » et être élues pour une durée assez longue, « par exemple quinze ans, afin qu'ils n'aient pas la préoccupation de leur réélection »[68]. Cette assemblée définirait « les règles uniformes d'après lesquelles le poids global des prélèvements nécessaires est répartie entre les citoyens »[69]. Concernant les impôts directs, il estime une certaine progressivité « non seulement admissible mais nécessaire »[70] ;
- une Assemblée gouvernementale dont les « décisions devraient respecter les règles de juste conduite posées par l'Assemblée législative… en particulier elle ne pourrait pas émettre de commandements obligeant des citoyens privés, qui ne découleraient pas directement et nécessairement des règles posées par l'autre assemblée »[71] . Cette assemblée déciderait du « montant global des dépenses et de leur affectation »[69] ;
- une cour constitutionnelle chargée de régler les conflits entre les deux précédentes assemblées[72] ;
- le gouvernement serait le comité exécutif de l'Assemblée gouvernementale et « pourrait être considéré comme un quatrième échelon inférieur de la structure d'ensemble, tandis que l'appareil bureaucratique de l'Administration en représenterait le cinquième »[73].

Pour répondre aux dérives possibles de la démocratie comme « tyrannie de la majorité » au nom de la « justice sociale », il propose un système politique qu'il appelle « démarchie », proche de la démocratie libérale.

### Intérêts pour d'autres domaines
Hayek s'est toujours intéressé à la biologie, à l'écologie et à la protection de l'environnement. Après avoir reçu le prix Nobel, il proposa que son nom soit utilisé pour les approbations du WWF, de la Société nationale Audubon et de la National Trust. La biologie évolutive était l'un de ses intérêts pour les sciences naturelles. Hayek avait également un intérêt unique pour l'épistémologie, qu'il appliquait souvent à sa propre pensée, en tant que chercheur en sciences sociales. Il soutint que les différences méthodologiques dans les sciences sociales et dans les sciences naturelles étaient essentielles pour comprendre pourquoi des politiques incompétentes sont souvent autorisées,.

### La concurrence des monnaies
Paru en 1976 aux États-Unis, l'ouvrage Pour une vraie concurrence des monnaies est un appel au libre arbitre monétaire prônant l'abolition du monopole de la banque centrale. Publié en France en 2015 par les librairies PUF, ce livre est à cette dernière date d'actualité selon la BCE,, puisqu'il s'agirait de la base théorique du Bitcoin (et de la technologie blockchain) où des milliers de monnaies privées sont en concurrence.

### Hayek et la question migratoire
Hayek a connu lui-même l'exil après avoir dû fuir l'Autriche face à l'arrivée au pouvoir des nazis. De plus, il était un disciple de von Mises, qui en tant que juif avait dû fuir l'Europe face à l'avancée du nazisme. Bien qu'étant attaché à ses deux pays (Autriche et Royaume-Uni), il ne fut pas favorable aux idées nationalistes. Il n'était pas hostile à l'immigration en tant que telle, mais il craignait en revanche qu'une immigration massive ne ravive le sentiment nationaliste parmi la population nationale et ne ruine les progrès d'après-guerre réalisés parmi les nations occidentales. . Il déclare :

« Il existe, bien entendu, d'autres raisons pour lesquelles de telles restrictions apparaissent inévitables tant qu'existent certaines différences dans les traditions nationales ou ethniques (notamment des différences dans le taux de propagation) qui à leur tour ne sont pas susceptibles de disparaître tant que les restrictions à la migration perdurent. »

— Droit, législation et liberté

## Récompense
En 1984, il fut le premier récipiendaire du Prix Hanns Martin Schlayer (en) et a été nommé membre de l'Ordre des compagnons d'honneur par la reine Élisabeth II pour « ses services à l'étude des sciences économiques »,. Il reçut également la médaille présidentielle de la Liberté en 1991 des mains du président américain George H. W. Bush.
En 2011, son article L'Utilisation de la connaissance dans la société a été sélectionné comme l'un des vingt meilleurs articles publiés dans l'American Economic Review durant ses cent premières années.

## Critiques
Gilles Dostaler considère que « dans son analyse économique comme dans sa réflexion plus globale sur la société, Hayek utilise parfois les armes théoriques dont il a longuement dénoncé les faiblesses ». De même, pour Philippe Légé, l’analyse de la défense hayékienne de l’ordre de marché révèle « une contradiction fondamentale. En effet, Hayek affirme que l’on doit parfois orienter l’évolution de l’ordre, en perfectionnant les règles ou en privilégiant certaines règles relatives à la propriété et aux contrats. Un tel ordre n’est plus spontané ».
D'autres lui ont reproché d'employer les concepts de la systémique ou des sciences de la complexité comme l'auto-organisation d'une manière différente de la leur : ainsi de Jean-Louis Le Moigne qui est apparenté au courant épistémologique « constructiviste » ou de Jean Zin.

### École autrichienne
Les économistes autrichiens partisans de Ludwig von Mises divergent de l'épistémologie poppérienne adoptée par Hayek, abandonnant la conception de Mises d'une « théorie économique purement rationnelle », que ses écrits et son renom auront pourtant contribué à réhabiliter.
Les tenants d'une « philosophie politique rationnelle » ont exposé les contradictions qui peuvent naître du fait d'argumenter pour telle ou telle norme sociale tout en niant la possibilité d'une définition rationnelle de la justice. C'est ainsi que, dès la parution de La Constitution de la liberté de Hayek en 1960, Ronald Hamowy et Rothbard lui ont reproché les contradictions de sa notion de « coercition », parce que celle-ci rassemble sous cette dénomination commune aussi bien des actes violents que l'exercice paisible d'un droit de propriété.
À la suite de Droit, législation et liberté, Hans-Hermann Hoppe reprend la critique de Rothbard, affirmant que de telles incohérences naissent du refus de reconnaître la propriété de soi — ou le principe libertarien de non-agression qui lui est équivalent — comme le seul critère de justice intellectuellement défendable. Au-delà de cette critique, il trouve des contradictions dans la théorie « évolutionniste » de la formation des normes de Hayek, les expliquant par le parti pris, paradoxal de sa part, d'exclure la pensée comme explication d'un processus où celle-ci est par définition à l'œuvre toujours et partout.
Cependant, si certains économistes libéraux reprochent à Hayek d'avoir finalement trop concédé au rationalisme, c'est pourtant dans sa Counter-revolution of science que l'on trouve la meilleure description des abus de la méthode expérimentale là où elle est logiquement inapplicable.
Les libéraux rationalistes savent gré à Hayek :
- d'avoir contribué à « réhabiliter la preuve logique en théorie sociale », même si c'était pour l'abandonner lui-même à la fin ;
- d'avoir, en développant les analyses de Ludwig von Mises à partir d'autres points de vue, mis l'accent sur « le rôle de l'esprit humain dans la société » (le thème du roman de Ayn Rand, La Grève), et la manière dont les violations du Droit, en premier lieu par les Irresponsables Institutionnels de l'État, « détruisent l'information nécessaire à la régulation sociale », d'abord dans la planification centrale, ensuite dans la politique conjoncturelle, enfin dans toutes les autres formes d'interventionnisme étatiste ;
- d'avoir ainsi, par une influence qu'il doit aussi à ses ambiguïtés comme à sa reconnaissance tardive comme économiste, contribué à « discréditer des politiques destructrices comme la planification autoritaire et l'inflation, et inspiré un renouveau du débat d'idées aussi bien en théorie sociale descriptive qu'en philosophie politique ».

### Keynésiens
Les économistes se réclamant de Keynes s'opposent fréquemment aux théories de Hayek et contestent en particulier sa lecture des crises. Ainsi Paul Krugman remet en cause vigoureusement son explication de la crise de 1929. Pour Krugman, les crises sont la cause des déficits élevés, plutôt que leur conséquence comme le soutient l'économiste austro-britannique. Krugman conforte cette analyse en notant que plusieurs pays durement touchés par la crise de 2007 entretenaient jusqu'alors des excédents budgétaires (Espagne, Irlande). La vision de Hayek serait donc erronée et ses héritiers, en expliquant la crise de 2007 comme leur maître expliquait celle de 1929, commettraient une erreur.
Joseph Stiglitz affirme que « la vision d'Hayek, qui stipule que le marché fonctionne parfaitement seul et s'autorégule, était fausse ».
Robert Skidelsky souligne quant à lui que les solutions proposées par Hayek pour sortir d'une situation de crise provoquée par un surendettement ne sont pas pertinentes. Pour Hayek, le surendettement résulte d'un crédit trop facile avec des taux d'intérêt trop bas ce qui génère des investissements excessifs. La solution pour sortir de la crise serait donc une augmentation de l'épargne des consommateurs et une réduction du crédit (afin de limiter la masse monétaire). Keynes tient un discours diamétralement opposé, mettant en garde sur l'excès d'épargne qui ne peut avoir que des effets négatifs sur la consommation et les anticipations en termes de profit des entreprises et partant, entraîner l'économie dans une spirale déflationniste. La vision de Hayek s'oppose à la relance par la dépense de Keynes. Skydelsky considère que les solutions proposées par Hayek pour sortir de la crise ne fonctionnent pas et qu'appliquées à l'Allemagne dans les années 1930, elles ont conduit à l'arrivée de Hitler au pouvoir.
Pour l'anti-utilitariste Alain Caillé, la société que prône Hayek s'apparente à une utopie du marché qui, inapplicable dans la réalité, permet de justifier les injustices sociales : « à défaut de l'achat d'une paix sociale par l'État-Providence, l'ordre de marché aurait été balayé depuis longtemps ».
Hayek est parfois vu comme un « économiste, philosophe et idéologue » (Kenneth Hoover), un « libéral radical » (Bernard Manin) ou même un « réactionnaire » (Gunnar Myrdal),.
Les antilibéraux lui reprochent ses prises de position dans un journal chilien en 1981, à l'époque de la dictature Pinochet: « Je dirai que, comme institutions pour le long terme, je suis complètement contre les dictatures. Mais une dictature peut être un système nécessaire pour une période transitoire. Parfois il est nécessaire pour un pays d'avoir, pour un temps, une forme ou une autre de pouvoir dictatorial. […] Personnellement je préfère un dictateur libéral plutôt qu'un gouvernement démocratique manquant de libéralisme. Mon impression personnelle est que […] au Chili par exemple, nous assisterons à la transition d'un gouvernement dictatorial vers un gouvernement libéral ». En outre, certains critiques soulignent que Hayek insiste de plus en plus sur la nécessité d'imposer, y compris par la coercition, le respect des traditions. Selon Philippe Légé, « cette coexistence entre autoritarisme politique et libéralisme économique n'est pas incompatible avec les idées qu'il a défendues toute sa vie ». Son libéralisme peut être « une  doctrine associant autoritarisme politique et liberté économique, une doctrine soutenant que la liberté peut « temporairement » s’accommoder de la dictature ».

### Critiques diverses
En 1978, Hayek a effectué une visite d'un mois en Afrique du Sud (son troisième voyage dans ce pays) où il a donné de nombreuses conférences, des entrevues et rencontré d'éminents politiciens et chefs d'entreprise. Il a exprimé son opposition à certaines politiques gouvernementales, estimant que les institutions financées par l'État devraient traiter tous les citoyens sur un pied d'égalité. En outre, il a condamné l'hostilité « scandaleuse » et l'ingérence de la communauté internationale dans les affaires intérieures de l'Afrique du Sud. Il a en outre expliqué ses positions :
« Les gens en Afrique du Sud doivent faire face à leurs propres problèmes, et l'idée que vous puissiez utiliser une pression extérieure pour changer des gens, qui après tout ont construit une civilisation en quelque sorte, me semble moralement une croyance très douteuse.
 »
— Robert Leeson, Hayek : une biographie collaborative
Alors qu'Hayek a fait des commentaires quelque peu ambigus sur le régime de l'apartheid et le rôle approprié de l'État, certains de ses collègues de la Société du Mont-Pèlerin, tels John Davenport et Wilhelm Röpke, étaient des partisans plus ardents du gouvernement sud-africain et ont critiqué Hayek pour être trop modéré sur le sujet.
La notion d'information économique issue de la pensée d'Hayek fut également critiquée par certains auteurs socialistes. Ainsi, selon les auteurs de l'ouvrage Classical Econophysics , cette conception serait basée sur une mauvaise compréhension de la théorie de l'information. Ils estiment que, dans le cadre de la théorie algorithmique de l'information, l'argument principal de Hayek se retourne contre lui : si l'efficacité d'une économie repose sur l'utilisation d'informations distribuées sur un grand nombre d'agents, une planification, grâce à l'informatique moderne, s'avère en conséquence possible et plus efficace.

## Postérité et influence
Edward Feser (en) considère Hayek comme l'un des économistes et des philosophes les plus importants du XXe siècle.

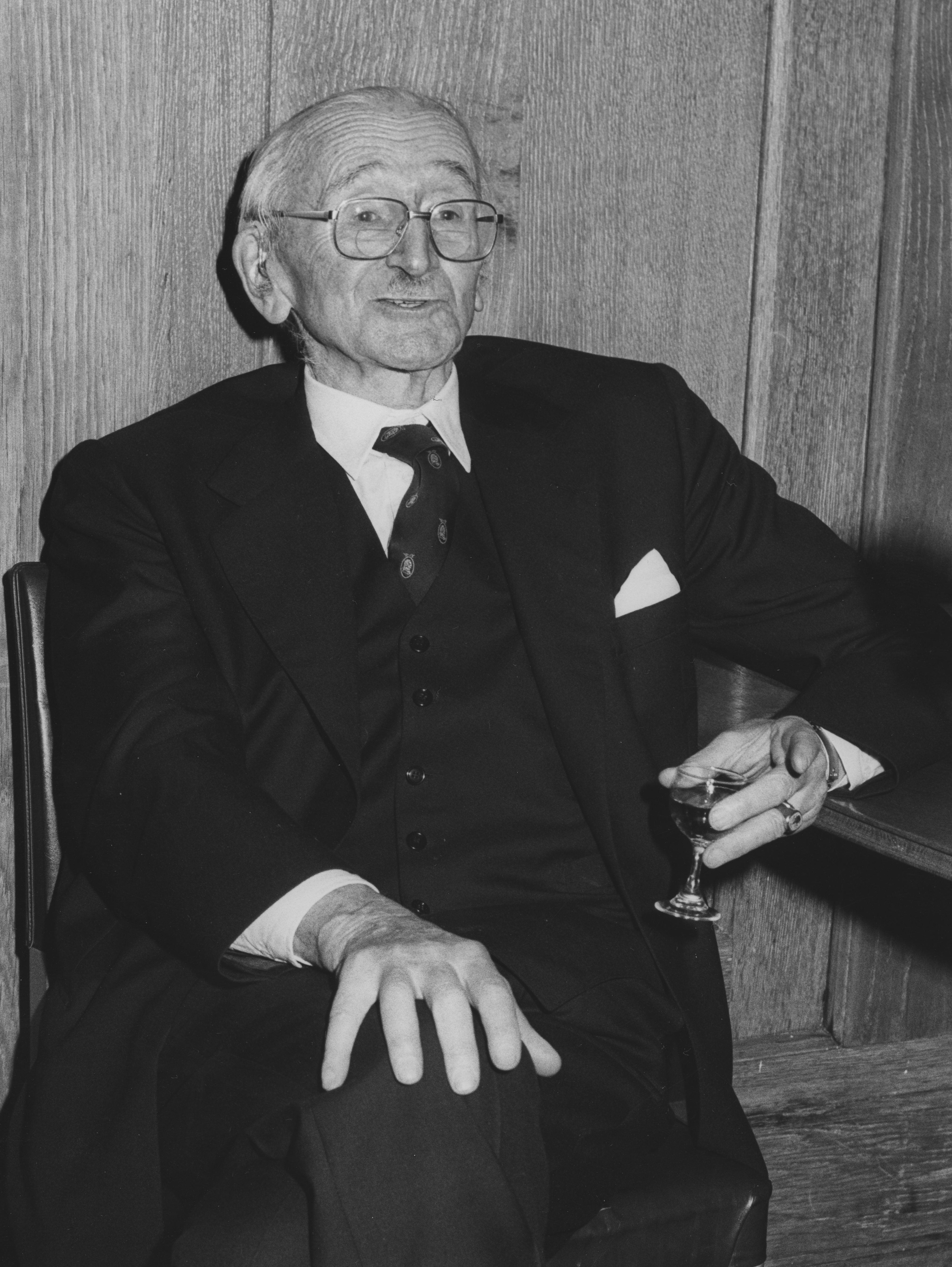
Friedrich Hayek, en janvier 1981.

Jimmy Wales, cofondateur de Wikipédia, affirme que « le travail de Hayek sur la théorie des prix est central dans [sa] propre conception du projet Wikipédia » et que « personne ne peut comprendre [ses] idées sur Wikipédia sans comprendre Hayek ».
Des années 1970 à 2020, de nombreux réseaux, groupes de pression et Think tanks américains et britanniques, ayant notamment soutenu les élections de Margaret Thatcher et au Royaume-Uni, ou celle de Ronald Reagan se réclament des théories proposées par Hayek.
L’œuvre d'Hayek "Pour une vraie concurrence des monnaies" pourrait aussi avoir influencé certains créateurs de monnaies virtuelles comme le Bitcoin. Pour la Banque centrale européenne : « les racines théoriques du Bitcoin peuvent être trouvées dans l'École autrichienne d'économie et ses critiques du système actuel de monnaie fiduciaire »,. Certains sites de vente de bitcoins comme bitcoin.de font directement référence à Hayek.